# Arena Pantanal
A Arena Pantanal é uma arena multiúso construída na cidade de Cuiabá, estado de Mato Grosso, Brasil. A nova arena multiúso tem a missão de substituir o antigo Estádio Governador José Fragelli, conhecido popularmente como "Estádio Verdão", demolido para dar lugar ao novo estádio.
O novo estádio, construído de acordo com todas as exigências da FIFA, sediou 4 partidas da Copa do Mundo FIFA 2014, abrigando as seleções da Austrália, Coreia do Sul, Chile, Bósnia e Herzegovina, Nigéria, Japão, Colômbia e Rússia, e sediou também 5 jogos da Copa América 2021.
Sua capacidade de público está estimada em 42.968 pessoas.
O investimento total na construção da obra foi orçada em R$ 454,2 milhões, incluindo já a parte de tecnologia de informação, assentos e obras do entorno do estádio. Porém, as atuais medições por parte dos governos estadual e federal chegaram à casa dos 600 milhões.

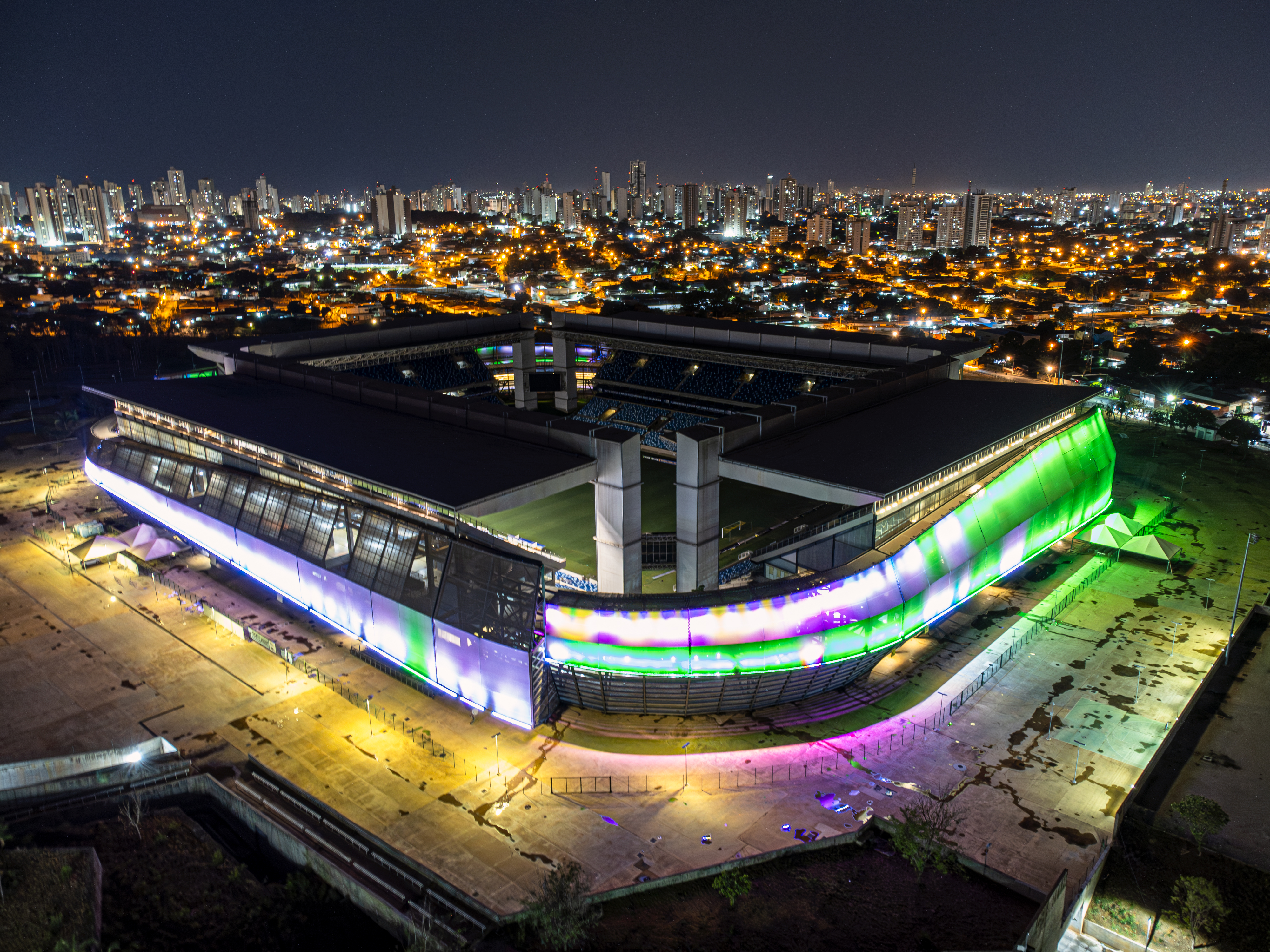
Aérea noturna da Arena Pantanal.

## O Projeto

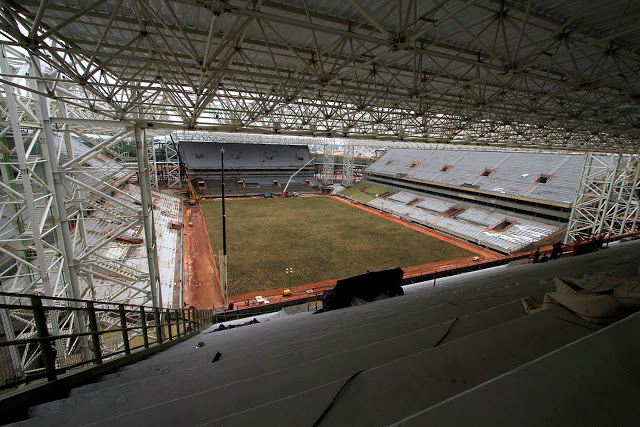
Visão geral do interior do estádio em Dezembro de 2013, com as obras em estágio final de execução e plantio do gramado iniciado.

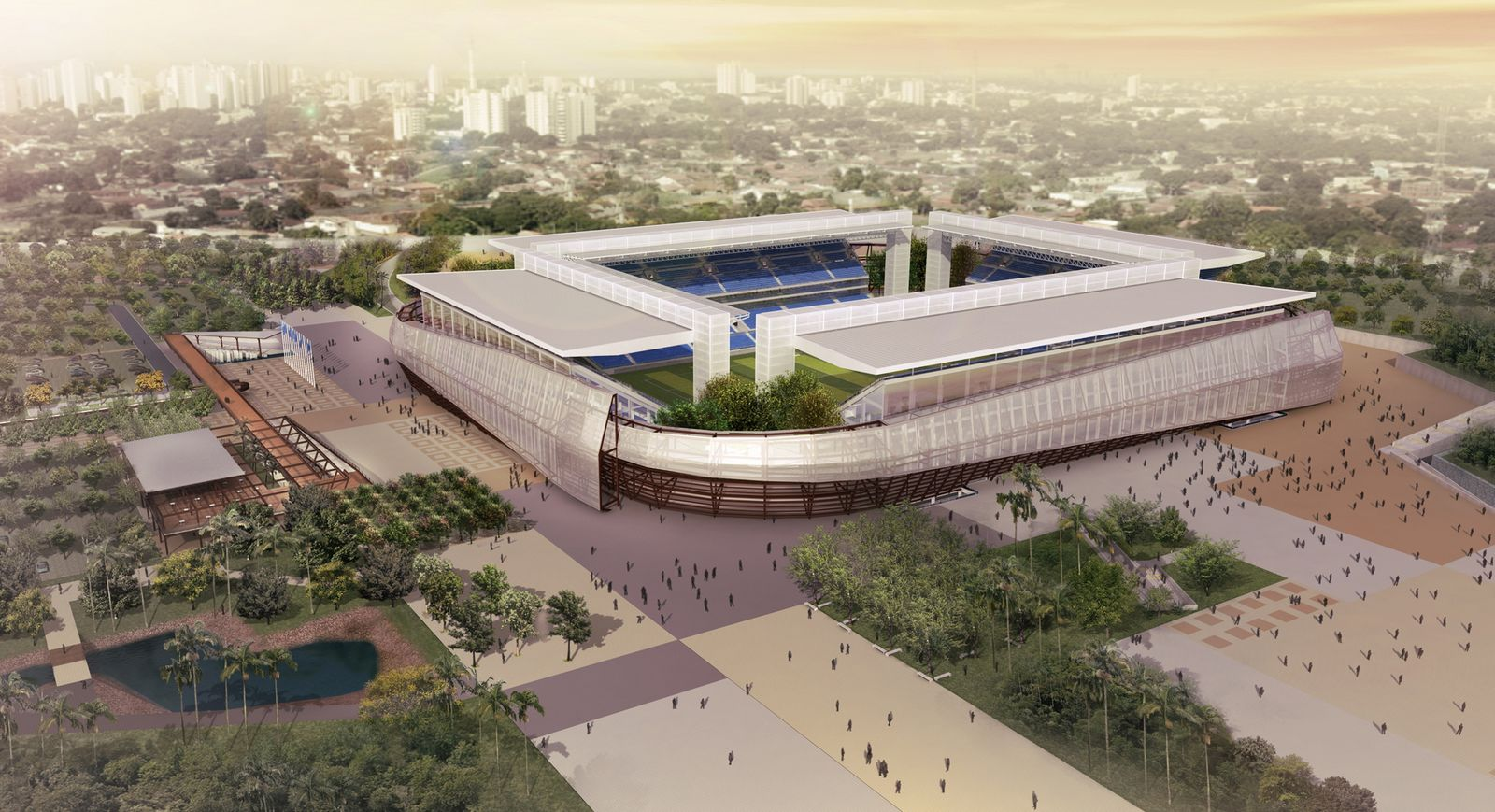
Imagem artística do estádio.

Desenhado pela empresa paulista GCP Arquitetos, o projeto da Arena Pantanal apresenta um estádio com característica inglesa e adaptação ao clima local com conceito sustentável e flexível para multiuso. Foi considerado um dos melhores pela FIFA, especialmente no conceito sustentabilidade.
O estádio tem capacidade para 42.968 pessoas, porém como foi feito com placas de pré-moldados tem a possibilidade de ser reduzido para 20 mil.
A área tem um estacionamento para 2 831 veículos. As arquibancadas – todas cobertas e com assentos - estão divididas em níveis. Há camarotes e espaço de imprensa em 108 divisões. Não há o fosso como no velho estádio Verdão. Isso permite maior proximidade do público com o campo e jogadores. O estádio também tem áreas específicas como business seats, tribuna de honra e camarotes VIPs.
O complexo foi construído no mesmo local que abrigava o complexo do Verdão, no bairro Verdão, e conta com restaurantes, hotéis, estacionamentos, lagos, bosque, pista para caminhada.
A exibição atende as exigências da FIFA, que é o de transformar o estádio, mas mantendo as características da Cidade Verde. A praça esportiva é de uma arquitetura arrojada, mas com a cara de Cuiabá, com a inclusão de áreas verdes em seu entorno. Conforme a maquete, o novo estádio é de multiuso, para grandes eventos como shows e feiras agropecuárias.
O acesso do público às arquibancadas inferior e superior, se dá por meio de 11 portões e 79 catracas eletrônicas com leitores de ingressos.
O projeto arquitetônico priorizou a ventilação do estádio, já que o verão cuiabano atinge temperaturas em torno dos 40 °C.

## Partidas de futebol após reconstrução
O estádio foi reinaugurado em 2 de abril de 2014 com Mixto 0–0 Santos pela Copa do Brasil, para um público de 17 mil pessoas. Pelo mesmo torneio, o Cuiabá empatou em 1 x 1 com o Internacional para o maior público antes da Copa do Mundo, 21 mil pessoas. Outras duas partidas incluíram um time mato-grossense na Série B - Luverdense 2x1 Vasco - e o retorno do Santos para o último jogo-teste pela Série A, uma derrota de 2-1 para o Atlético-MG.
O primeiro jogo após a Copa foi em 15 de julho, com Vasco 4x1 Santa Cruz pela Série B.
Cinco dias depois, o futebol mato-grossense voltou pela Série C, uma vitória de 3x2 do Cuiabá sobre o Paysandu que foi o sexto maior público do fim de semana no Brasil com 13.658 pagantes. Em seguida o estádio abrigaria quatro rodadas duplas com os times mato-grossenses das Séries B, C e D - Luverdense, Cuiabá e Operário. As rodadas duplas, preços baixos, e atrair equipes da Série A para ocasionais partidas fez a Arena Pantanal abrigar 11 partidas de todas as quatro divisões e da Copa do Brasil entre julho e setembro, com público total de 139.960 espectadores e média de 12,7 mil torcedores por partida.
Quando a Arena Pantanal completou um ano em abril de 2015, havia recebido 41 jogos, com 99 gols marcados, e partidas das quatro divisões do Campeonato Brasileiro, Copa do Mundo, Copa do Brasil, Copa Verde, Campeonato Mato-grossense e um amistoso da seleção sub-23. O público acumulado foi 359.769 espectadores (abaixo dos 550 mil que são a população total de Cuiabá), uma média de 9 mil. Durante o Campeonato Mato-Grossense de 2015, que viu o retorno das rodadas duplas, a média de público foi 879 pessoas.
Em 2018, a final da Série C entre Cuiabá e Operário Ferroviário teve o maior público da história do estádio, 41.311 pessoas.

## Copa do Mundo FIFA de 2014
A Arena Pantanal recebeu quatro jogos da fase inicial da Copa do Mundo FIFA de 2014. Um total de 158 mil espectadores visitou o estádio, incluindo 61 mil estrangeiros.
| Data        | Horário (UTC−4) | Equipe #1 | Placar | Equipe #2            | Grupo   | Público |
| ----------- | --------------- | --------- | ------ | -------------------- | ------- | ------- |
| 13 de junho | 18:00           | Chile     | 3 – 1  | Austrália            | Grupo B | 40 275  |
| 17 de junho | 18:00           | Rússia    | 1 – 1  | Coreia do Sul        | Grupo H | 37 603  |
| 21 de junho | 18:00           | Nigéria   | 1 – 0  | Bósnia e Herzegovina | Grupo F | 40 499  |
| 24 de junho | 16:00           | Japão     | 1 – 4  | Colômbia             | Grupo C | 40 340  |

## Jogos Olímpicos de Verão de 2016
O torneio de futebol da Olimpíada do Rio de Janeiro em 2016 foi realizado em seis sedes, já incluindo o Maracanã. Além da capital fluminense, Brasília (Estádio Nacional Mané Garrincha) São Paulo (Arena Corinthians), Salvador (Arena Fonte Nova), Belo Horizonte (Mineirão) e Manaus (Arena da Amazônia) estiveram presentes nos Jogos, aproveitando a estrutura pronta do Mundial de futebol que foi realizado dois anos antes.
Mas o Comitê Olímpico Brasileiro (COB) divulgou uma lista com 172 locais pré-selecionados para servirem como centro de treinamento para as delegações olímpicas. Nela, constam outros três estádios da Copa: a Arena Pantanal, em Cuiabá, o Beira-Rio, em Porto Alegre, e o Castelão, em Fortaleza.

## Futebol Americano na Arena
Em 21 de novembro de 2015 a Arena Pantanal recebeu pela primeira vez uma partida de Futebol Americano. A partida foi válida pela semifinal da Superliga Centro-Sul entre o time da capital Cuiabá Arsenal e o time paranaense do Coritiba Crocodiles, estavam presentes 15.197 mil pessoas sendo assim o maior público em um jogo da modalidade no país além de ser o segundo maior público da Arena no ano perdendo apenas para o clássico carioca entre Vasco e Flamengo que teve mais de 16 mil pessoas.
O fato ficara marcado na história não só da Arena Pantanal, mas também na história do Arsenal e do Futebol Americano brasileiro. O recorde quebrado pelos mato-grossenses foi o dobro do recorde anterior que pertencia ao Recife Mariners que na Itaipava Arena Pernambuco em 2014 recebeu um pouco mais de 7 mil pessoas.